# Władimir Wsiewołożski
Władimir Wsiewołodowicz Wsiewołożski (ros. Владимир Всеволодович Всеволожский, ur. w listopadzie 1901 w Wiatce, zm. 2 grudnia 1937) – radziecki polityk.

## Życiorys
Od stycznia do kwietnia 1918 był słuchaczem kursów spółdzielczych w Charkowie, od grudnia 1918 do kwietnia 1919 pracował w charkowskiej gubernialnej Czece, od kwietnia 1919 do stycznia 1921 był żołnierzem Armii Czerwonej, od sierpnia 1920 do stycznia 1921 był słuchaczem kursów Armii Czerwonej. Od października 1919 należał do RKP(b), po zwolnieniu z wojska pracował jako inspektor Ludowego Komisariatu Inspekcji Robotniczo-Chłopskiej Ukraińskiej SRR i później inspektor donieckiego gubernialnego oddziału inspekcji robotniczo-chłopskiej, od marca do lipca 1922 ponownie służył w Armii Czerwonej. Następnie został etatowym funkcjonariuszem partyjnym jako inspektor powiatowego komitetu KP(b)U w Wołczańsku (gubernia charkowska), później inspektor i zastępca kierownika wydziału organizacyjnego Komitetu Okręgowego KP(b)U w Kupiańsku, sekretarz komitetów partyjnych w Charkowie i Kupiańsku, a od marca 1926 do marca 1927 był naczelnikiem okręgowej milicji robotniczo-chłopskiej i szef okręgowego oddziału administracyjnego w Kupiańsku. Potem kierował wydziałem organizacyjnym Komitetu Wykonawczego Kamieniec-Podolskiej Rady Okręgowej, w 1930 był sekretarzem tego komitetu, 1930-1933 był sekretarzem odpowiedzialnym/I sekretarzem kolejno trzech rejonowych komitetów KP(b)U. Od listopada 1933 do marca 1934 był kierownikiem wydziału organizacyjnego Komitetu Okręgowego KP(b)U w Starobielsku, od marca 1934 do marca 1936 II sekretarzem tego komitetu, od marca 1936 do kwietnia 1937 I sekretarzem Komitetu Miejskiego KP(b)U w Konstantynówce, a w kwietniu-maju 1937 kierownikiem Wydziału Rolnego Komitetu Obwodowego KP(b)U w Doniecku. Od maja do lipca 1937 był I sekretarzem Komitetu Okręgowego KP(b)U w Starobielsku, od 3 czerwca do 29 września 1937 zastępcą członka KC KP(b)U, a od lipca do listopada 1937 przewodniczącym Komitetu Wykonawczego Donieckiej Rady Obwodowej. W 1937 podczas wielkiej czystki został aresztowany i następnie rozstrzelany.